# Buttermodel

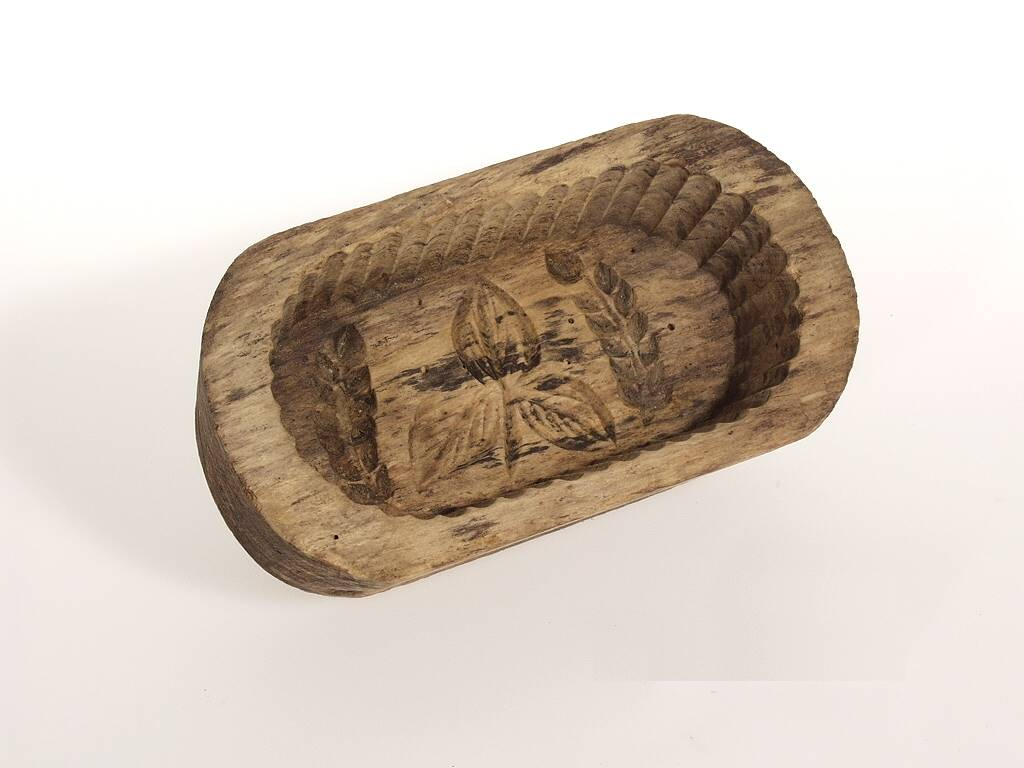
Buttermodel mit Blatt- und Ährenmotiv

Ein Buttermodel (von mhd. (der) Model), ugs. Butterform, ist eine oft kunstvoll verzierte Form, die traditionell aus Holz besteht. Sie dient dazu, der Butter nach ihrer Herstellung eine kompakte, ansehnliche Form zu geben. Durch die Einführung der industriellen Produktion geriet der Model im 20. Jahrhundert nahezu in Vergessenheit. 
Seit einigen Jahren besteht wieder eine stärkere Nachfrage nach Buttermodeln, um der selbst hergestellten oder industriellen Butter eine schöne Form zu geben und sie ansprechend präsentieren zu können.
Die meisten Buttermodeln werden heute noch immer aus Holz gefertigt, es gibt allerdings auch welche aus Keramik, Metall, Plastik oder Silikon. Formen der Buttermodeln und die dargestellten Motive variieren stark und können typische Motive wie Blumen und Tiere enthalten, aber auch Firmenlogos oder Ähnliches zeigen.
Der Model selbst kann ein- oder mehrteilig sein. Außerdem gibt es noch Butterstempel und Butterdurchstoßformen, die sich in der Anwendung nur geringfügig von normalen Buttermodeln unterscheiden.
In einigen Fällen, insbesondere in der Auvergne oder der Bretagne, wurde zusätzlich eine Butterrolle zum Verzieren und Identifizieren des so gebildeten Erdballens verwendet.

## Bilder

Holzmodel, ca. 1880, Gebrauchsort: Ernstroda bei Gotha. Schriftzug: „P: Hartmann Centrifuge“.  Bestand des MEK.
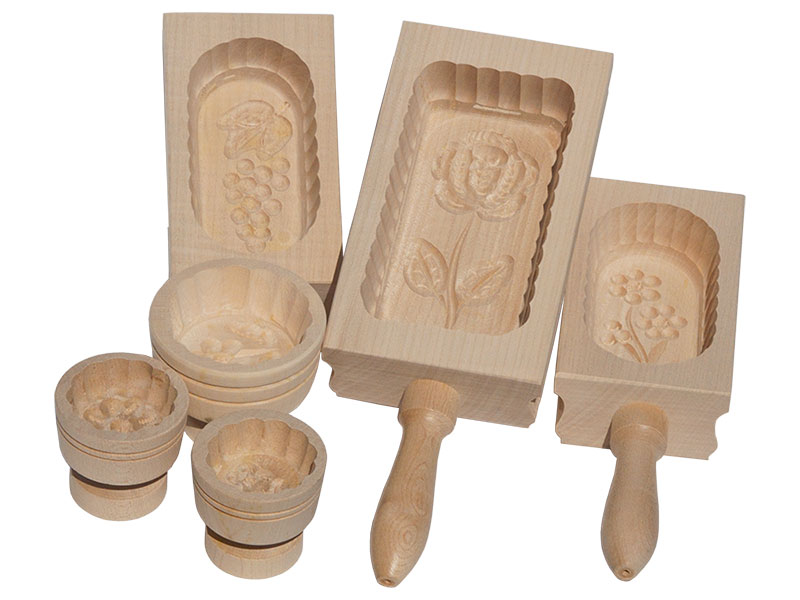
Buttermodel aus Holz
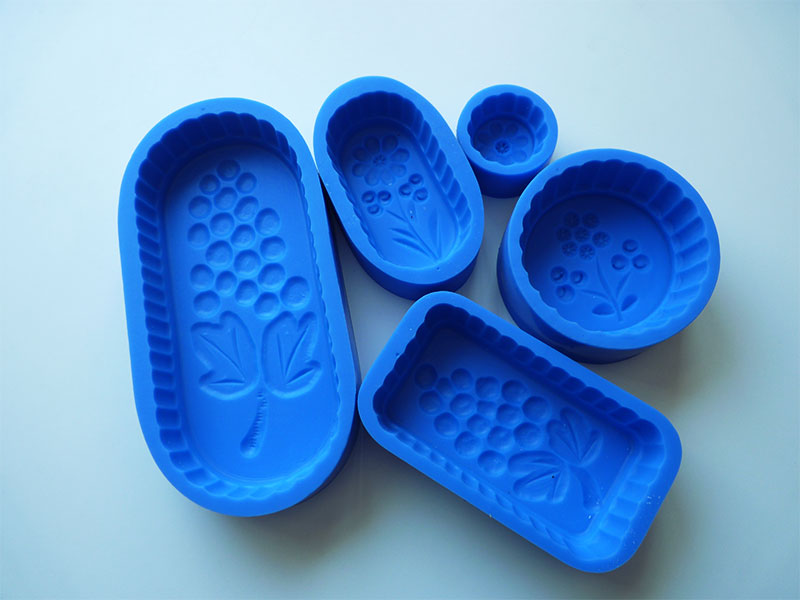
Buttermodel aus Silikon
Butterform, 2. Hälfte 19. Jh., Gebrauchsort: Zöblitz/Erzgebirge.
Butterform, Bestand des MEK.
Butterform
Butterdrücker, 1900–1920, Bestand des MEK.
Butterstempel, 18. Jahrhundert, Gebrauchsort: Wolfsheim, Elsas, Bestand des MEK.
Butterstempel, Rückseite, Birnbaumholz.
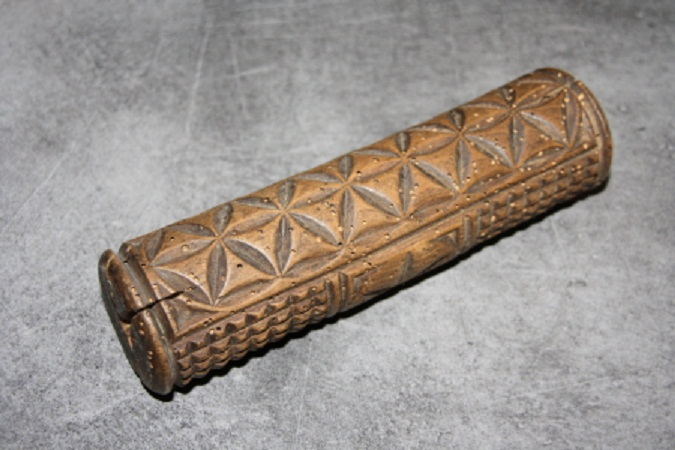
Butterstempel oder Butterrolle, 19. Jahrhundert